# اکینوکاندین

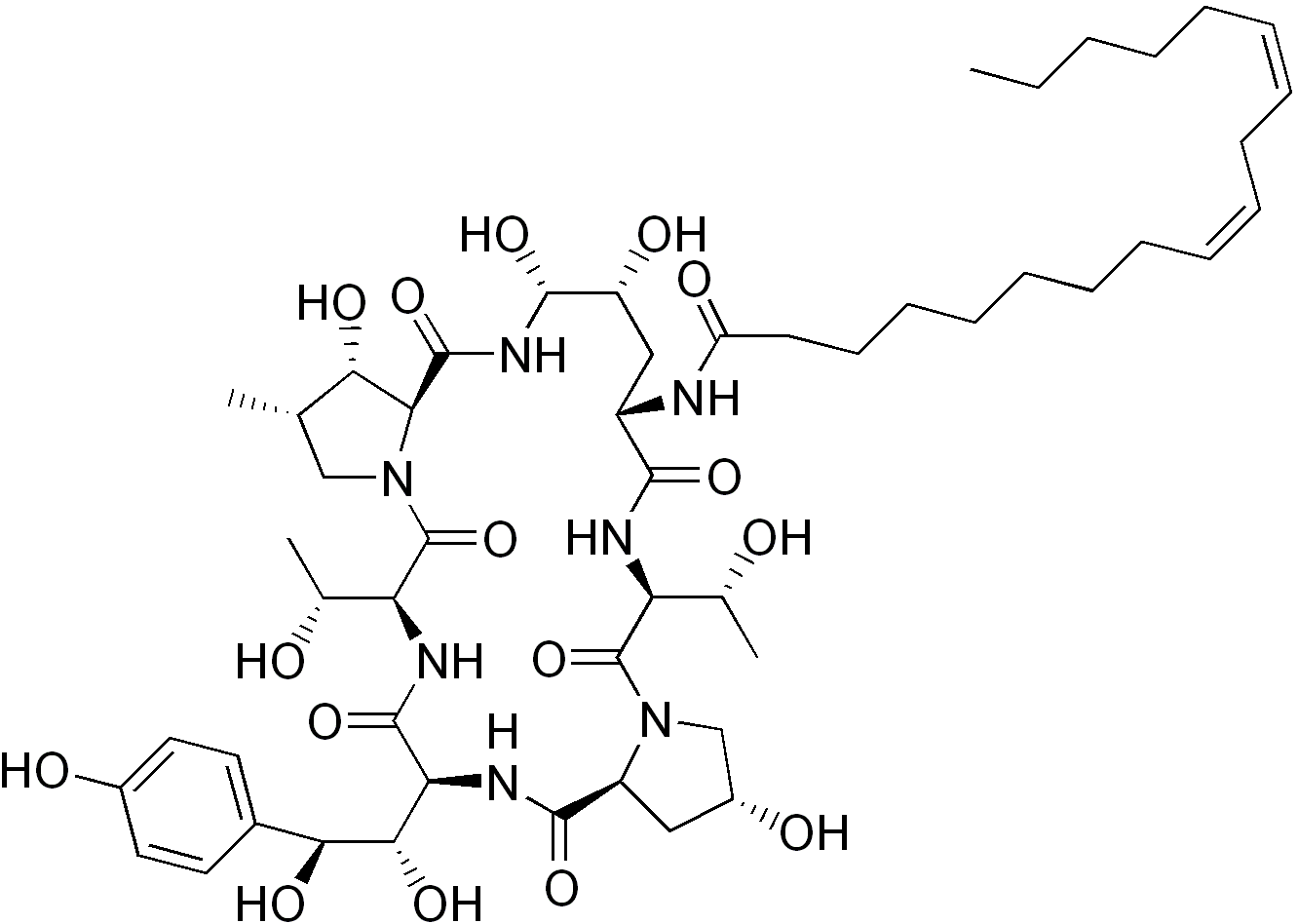
اکینوکاندین بی

اکینوکاندین‌ها (به انگلیسی: Echinocandins) دسته ای از داروهای ضد قارچ هستند که مانع از ساخته‌شدن گلوکان (glucan) در دیوارهٔ سلولی آنها از طریق مهار غیررقابتی آنزیم «۳٬۱-بتا-گلوکان سینتاز» می‌شوند و به‌همین دلیل به آنها، «پنی‌سیلین قارچ‌ها» می‌گویند.